# Valentina Melnikova
Valentina Melnikova est une militante des droits de l'homme russe née le 28 février 1946 à Moscou. Elle est secrétaire générale de l'Union des comités de mères de soldats de Russie.

## Biographie
Valentina Melnokiva enseigne la géologie à l'université d'État de Moscou. Lors de la guerre d'Afghanistan, l'annulation de l'exemption de service militaire pour les universitaires rend possible l'envoi au front de ses deux fils. Elle rejoint alors, dès sa création en 1989, le comité des mères de soldats de Russie, puis en devient présidente.